# Omen (musikalbum)
Omen är sjunde albumet med bandet Soulfly. Inför inspelningen på albumet uppdaterade bandet med webbvideor, där bland annat Max Cavalera avslöjade att albumet skulle heta Omen och att bandet bjöd in Tommy Victor från Prong och Greg Puciato från The Dillinger Escape Plan skulle vara gäst artisterna på albumet, även Maxs söner Zyon och Igor Cavalera Jr medverkade på inspelningen.
De sju figurerna på omslaget till Omen (tre stycken figurer på framsidan och fyra på baksidan av albumet) är tänkta att representera de sju dödssynderna och Soulflys sjunde album.

## Låtlista
1. "Bloodbath & Beyond" – 2:31
2. "Rise Of The Fallen" – 4:33
3. "Great Depression" – 3:57
4. "Lethal Injection" – 3:05
5. "Kingdom" – 3:55
6. "Jeffrey Dahmer" – 2:52
7. "Off With Their Heads" – 4:22
8. "Vulture Culture" – 4:02
9. "Mega-Doom" – 3:05
10. "Counter Sabotage" – 3:50
11. "Soulfly VII" – 4:25

### Bonusspår på digipak
1. "Four Sticks" (Led Zeppelin cover) - 4:40
2. "Refuse/Resist" (Sepultura cover) - 3:10
3. "Your Life, My Life" (Excel cover) - 3:14

### Bonus DVD
Livekonsert från With Full Force Festival i Tyskland 2009.
1. "Blood Fire War Hate"
2. "Sanctuary" (Cavalera Conspiracy cover)
3. "Prophecy"
4. "Back To The Primitive"
5. "Seek 'N' Strike"
6. "Living Sacrifice"
7. "Enemy Ghost"
8. "Refuse/Resist" (Sepultura cover)
9. "Doom"
10. "L.O.T.M."
11. "Molotov"
12. "Drums"
13. "Warmageddon"
14. "Policia" (Titas cover)
15. "Unleash"
16. "Roots Bloody Roots" (Sepultura cover)
17. "Jumpdafuckup"
18. "Eye For An Eye"
19. "Unleash" (Musikvideo)

## Medverkande
- Max Cavalera - sång, gitarr
- Marc Rizzo - gitarr
- Bobby Burns - bas
- Joe Nunez - trummor

### Gäst medverkande
- Greg Puciato (The Dillinger Escape Plan) - gästsång på "Rise Of The Fallen"
- Tommy Victor (Prong) - gästsång på "Lethal Injection"
- Zyon Cavalera (Lody Kong, ex-Mold Breaker) - trummor på "Refuse/Resist"
- Igor Cavalera Jr. (Lody Kong, ex-Mold Breaker) - trummor på "Your Life, My Life"